# Espino Blanco
Espino Blanco är en ort i Mexiko.   Den ligger i kommunen Malinaltepec och delstaten Guerrero, i den sydöstra delen av landet, 260 km söder om huvudstaden Mexico City. Espino Blanco ligger 1 681 meter över havet och antalet invånare är 260.
Terrängen runt Espino Blanco är kuperad åt nordväst, men åt sydost är den bergig. Runt Espino Blanco är det ganska glesbefolkat, med 42 invånare per kvadratkilometer. Närmaste större samhälle är Malinaltepec, 17,2 km nordost om Espino Blanco. I omgivningarna runt Espino Blanco växer huvudsakligen savannskog.